# August Weismann
August Weismann (17. ledna 1834, Frankfurt nad Mohanem, Německo – 5. listopadu 1914, Freiburg im Breisgau) byl německý biolog a zakladatel vědy o genetice. Je považován za zakladatele neodarwinismu.
Ernst Mayr ho řadí mezi největší evoluční teoretiky 19. století hned po Charlesi Darwinovi.
Již v dětství v okolní přírodě sbíral hmyz a rostliny a ukazoval intenzivní zájem o přírodní historii. Od roku 1852 do roku 1856 studoval medicínu na univerzitě v Göttingenu.

## Ocenění
August Weismann byl členem několika akademií věd a učených společností: Leopoldina (1879), Bavorská akademie věd (1884, zahraniční člen, Pruská akademie věd (1897, korespondující člen), Heidelberská akademie věd (od roku 1909), Rakouská akademie věd (člen-korespondent), Královská nizozemská akademie věd (člen-korespondent), Royal Society (30. června 1910 „zahraniční člen“) a Národní akademie věd Spojených států amerických (1913). V roce 1905 se stal čestným členem v témže roce v Berlíně založené „Společnosti pro rasovou hygienu“.
V roce 1876 mu Německá akademie věd Leopoldina udělila Cotheniovu medaili. V roce 1908 mu Královská společnost propůjčila Darwinovu medaili, ve stejném roce mu Linného společnost v Londýně udělila Darwinovu–Wallaceovu medaili.
U příležitosti 70. narozenin mu bylo uděleno čestné občanství města Freiburg.